# 9999 Wiles
9999 Wiles este o planetă minoră (asteroid), cu un diametru de 7,148 km, din centura de asteroizi. A fost descoperită pe 29 septembrie 1973 la Observatorul Palomar de Cornelis Johannes van Houten și a fost numită după Andrew Wiles. 
Obiectul prezintă o orbită caracterizată de o semiaxă mare de 2,8383143 UAi, o excentricitate de 0,07, o înclinație de 3,20169 ° în raport cu ecliptica.